# Liste Hamburger Hafenanlagen

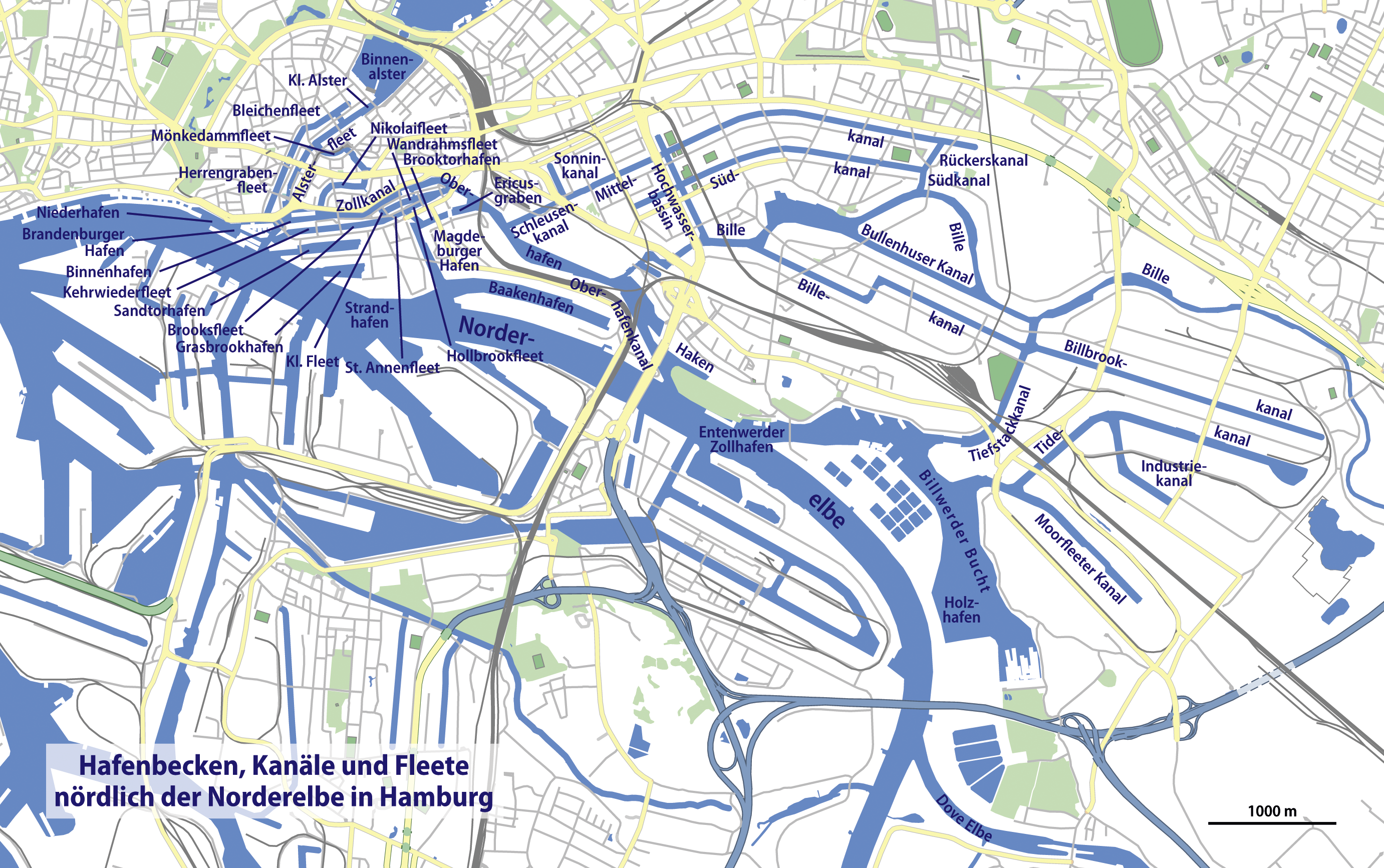
Östlicher Teil des Hafens, 2011

Der Hamburger Hafen ist der offene Tidehafen in der Freien und Hansestadt Hamburg und der größte Seehafen in Deutschland. Sein Ursprung liegt im 9. Jahrhundert als eine hölzerne Landungsbrücke an einem Flussarm der Bille, später an der Alster. Im Laufe der Jahrhunderte verlagerte er sich bis weit in die Elbe hinein. Heute belegt er eine 7.236 Hektar großen Fläche vom Holzhafen in der Billwerder Bucht und der Peute in Veddel im Osten bis nach Finkenwerder im Westen, vom Zollkanal zwischen Hamburg-Altstadt und Speicherstadt, den St. Pauli Landungsbrücken und dem Altonaer Fischereihafen im Norden bis zu den Hafenbecken in Harburg im Süden. Ab Mitte des 19. Jahrhunderts wurde er mit zahlreichen Hafenbecken und Kaianlagen bis zu seiner heutigen Größe erweitert. Im Jahr 1937 wurden mit dem Groß-Hamburg-Gesetz die Häfen von Altona und Harburg hinzugeschlagen. Seit den 1970er Jahren erfährt die Hafenwirtschaft durch den steigenden Einsatz der Container in der Handelsschifffahrt eine massive Umstrukturierung sowohl in der Arbeitswelt als auch in der Flächennutzung.
Neben vier Containerterminals werden heute noch dreizehn Hafenbecken und Kaianlage für den Warenumschlag oder andere spezifische Zwecke genutzt, hinzu kommen die vier Harburger Seehäfen. In eingeschränktem Maße sind auch sieben Flusshäfen als Umschlagplätze der Binnenschifffahrt oder Zufahrtsstraßen der Seeschiffbecken noch in der Nutzung. Zudem werden drei Anlegebrücken von Seeschiffen angefahren: die St.-Pauli-Landungsbrücken, die Überseebrücke und der Chicagokai mit Kreuzfahrtterminal. Die Kaianlagen für ein zweites Kreuzfahrtterminal bei der ehemaligen Englandfähre in Altona befinden sich in Bau.
Die historischen Hafen- und Kaianlagen, die nicht mehr für die Hafenwirtschaft in Betracht kamen, erfahren heute eine andere Nutzung, einige Hafenbecken wurden schlichtweg zugeschüttet.

## Tabelle der Hafenanlagen
Die folgende Tabelle listet alle Hafenbecken, Flusshäfen und Landungsbrücken, auch ehemalige, auf. Sie ist so angelegt, dass sie mit den historischen Hafenbecken in der Hamburger Altstadt beginnt und dann in etwa nach örtlicher Lage und historischer Entwicklung fortfährt. Die ersten vier Spalten bieten die Möglichkeit einer anderen Sortierung:
- alphabetisch nach den Namen der Anlagen
- mit einer Zeitleiste nach dem Jahr ihrer Entstehung
- nach ihrer Stadtteilzuordnung
- nach ihrer Nutzung
 In dieser Rubrik wird unterschieden nach:
  - historisch: historische Hafenanlagen, die als solche im Stadtbild nicht mehr vorhanden sind
  - ehemalig: Hafenanlagen, die nicht mehr zum Warenumschlag genutzt werden und nun einer anderen Nutzung unterliegen
  - Anleger: Seeschiff-Landungsbrücken für die Passagierschifffahrt
  - Hafenbecken: Hafenbecken und Kaianlagen für den Güterumschlag, Containerterminals sind gesondert ausgewiesen
  - Terminal: Hafenbecken und Kaianlagen, die speziell für den Containerumschlag ausgerichtet sind
  - Flusshafen: Hafenanlagen, die für die Durchfahrt und den Umschlag von Binnenschiffen angelegt sind
  - zugeschüttet: zugeschüttete, ehemalige Hafenbecken

| Name                                  | Zeit                        | Lage                                         | Nutzung      | Anmerkung |  |
| ------------------------------------- | --------------------------- | -------------------------------------------- | ------------ | --- |  |
| Reichenstraßenfleet                   | ab dem 9. Jahrhundert       | Altstadt (Dornbusch / Rolandsbrücke)         | historisch   | erster nachgewiesener Hafen, 1877 zwecks städtischer Bebauung zugeschüttet |  |
| Alsterschleife                        | Anfang des 12. Jahrhunderts | Altstadt (Neue Burg)                         | historisch   | zweiter nachgewiesener Hafen, hölzerne Kaimauer 1164 durch Sturmflut zerstört |  |
| Nikolaifleet                          | 1288                        | Altstadt (Trostbrücke)                       | historisch   | historischer Hafen, nach der Aufstauung der Alster im 13. Jahrhundert an deren Mündung verlegt |  |
| Binnenhafen                           | etwa 1500                   | Altstadt (Hohe Brücke)                       | ehemalig     | historischer Hafen an der Nikolaifleetmündung in den Zollkanal, zur Elbe hin am Kehrwieder durch den Niederbaum (Baumwall) begrenzt; bis 1880 Segelschiffhafen, dann wurden die Segler zum Kleinen Grasbrook verlegt, um den Binnenhafen als Durchfahrt zum Zollkanal zu nutzen |  |
| Niederhafen                           | etwa 1700                   | Neustadt (Vorsetzen)                         | ehemalig     | Hafenerweiterung vor dem Baumwall in die Elbe hinein (Reede im Strom), in seinem äußeren östlichen Teil als Brandenburger Hafen bezeichnet, heute als Yachthafen und Anleger für Hafenrundfahrtschiffe genutzt |  |
| Jonashafen                            | 1767–1900                   | Neustadt (Johannisbollwerk)                  | historisch   | Duckdalbenreihen von den Vorsetzen bis zum Johannisbollwerk, am Johannisbollwerk wurde um 1840 die erste Hamburger Kaimauer angelegt |  |
| Überseebrücke                         | 1930                        | Neustadt (Johannisbollwerk)                  | Anleger      | Anleger, von der Reederei Hamburg-Süd erbaut, auf Höhe des früheren Jonashafens nach dem Zweiten Weltkrieg neu errichtet; Liegeplatz des Museumschiffs Cap San Diego |  |
| St. Pauli Landungsbrücken             | 1840                        | St. Pauli                                    | Anleger      | Anleger, durch mehrere Erweiterungen des Niederhafens zunächst durch Duckdalbenreihen in der Elbe gebildet, ab 1840 Bau der ersten Landungsbrücken, seit 1910 bestehen die Gebäude der jetzigen Landungsbrücken |  |
| City Sporthafen                       | 1992                        | Neustadt                                     | Anleger      | Liegeplätze für Sportboote zwischen Überseebrücke und Kehrwiederspitze, vom gleichnamigen Verein betrieben |  |
| Sandtorhafen                          | 1866                        | Großer Grasbrook (HafenCity)                 | ehemalig     | erstes künstliches Hafenbecken mit Kaianlagen: nördlich Sandtorkai (1866) mit Sandtorhöft, südlich Kaiserkai (1871) mit Kaiserhöft, heute Traditionsschiffhafen der HafenCity |  |
| Grasbrookhafen                        | 1876                        | Großer Grasbrook (HafenCity)                 | ehemalig     | Hafenbecken, nördlich Dalmannkai (1876) und südlich Hübenerkai (1881); die Errichtung eines Sportboothafens im Rahmen der Neugestaltung konnte wegen Verschlickung nicht realisiert werden |  |
| Strandhafen                           | 1884                        | Großer Grasbrook (HafenCity)                 | ehemalig     | Kaianlage, direkt an der Elbe gelegen mit Strandhöft, jetzt als Quartier Strandkai geplante Bebauung der HafenCity |  |
| Chicagokai                            | 2006                        | Großer Grasbrook (HafenCity)                 | Anleger      | Kreuzfahrtterminal an der Elbseite des Großen Grasbrook |  |
| Magdeburger Hafen                     | 1872                        | Großer Grasbrook (HafenCity)                 | ehemalig     | Hafenbecken, nur das westliche Ufer diente als staatliche Kaianlage, die östliche Seite wurde von der Eisenbahngesellschaft als Sammelschuppen für den nebengelegenen Hannoverschen Bahnhof genutzt; heute zwischen den in Bau befindlichen Überseequartier und Elbtorquartier der HafenCity |  |
| Brooktorhafen                         | etwa 1880                   | Großer Grasbrook (Speicherstadt / HafenCity) | ehemalig     | Verbindungsweg zwischen Magdeburger Hafen und Ericusgraben; am Übergang vom Magdeburger Hafen zum Brooktorhafen liegt der ehemalige Kaispeicher B, heute Maritimes Museum |  |
| Ericusgraben                          | etwa 1620                   | Großer Grasbrook (HafenCity)                 | ehemalig     | ein Rest der Wallanlagen mit dem der Bastion Ericus vorgelagerten Abschnitt des Stadtgrabens, ab etwa 1880 Verbindung zwischen Brooktorhafen und Oberhafen |  |
| Oberhafen                             | etwa 1880                   | Klostertor (HafenCity)                       |              | Binnenhafen, der einen Wasserweg von der Norderelbe und den Billekanälen zum Zollkanal herstellte, damit konnte von den Binnenschiffen das Freihafengelände auf dem Weg zum Meßberg (hier Markt für Waren v. a. aus den Vier- und Marschlanden) umfahren werden |  |
| Holzhafen                             | etwa 1880                   | Billwerder Bucht (Rothenburgsort)            | ehemalig     | vom Stadtdeich am Oberhafen zur Schaffung der freien Durchfahrt im Zollkanal in die Billwerder Bucht verlegt; im südlichen Teil wurde 2008 als ökologische Ausgleichsfläche ein Süßwasserwatt angelegt |  |
| Baakenhafen                           | 1887–2012                   | Baakenwärder (HafenCity)                     | Umbau        | Hafenbecken, nördlich Baakenkai, später Versmannkai und südlich Mittelkai, später Petersenkai; ehemalige Elbinsel, die durch den Bau der Elbbrücken zum Hafenerweiterungsgebiet wurde; in Bau befindliches Quartier Baakenhafen der HafenCity |  |
| Kirchenpauerhafen                     | etwa 1880–2013              | Baakenwärder (HafenCity)                     | ehemalig     | Kaianlage direkt am nördlichen Flussufer der Norderelbe mit Kirchenpauerkai, Baakenhöft; jetzt in Bau befindliches Quartier Baakenhafen der HafenCity |  |
| Petroleumhafen (I) / Südwesthafen     | 1869–2000                   | Kleiner Grasbrook (Windhukkai)               | zugeschüttet | erstes Hafenbecken auf der südlichen Norderelbseite, der Umschlag brennbarer Güter sollte stadt- und hafenfern vorgenommen werden; um 1910 wurde der Petroleumhafen nach Waltershof verlegt, Ausbau ab Mitte der 1920er Jahre als Südwesthafen mit Kamerunkai, Windhukkai und Togokai und den 60er Schuppen; im Jahr 2000 bis auf einen Rest zugeschüttet |  |
| Segelschiffhafen                      | 1888–1976                   | Kleiner Grasbrook (Amerikakai)               | zugeschüttet | Hafenbecken, Ende des 19. Jahrhunderts wurden die Anlegestellen der Segler vom Binnenhafen hierher verlegt, zunächst mit abgespundeter Ufereinfassung und Böschung, ab Ende der 1880er Jahre wurden Kaimauern angelegt: nordöstlich Asiakai mit Kranhöft, südwestlich Amerikakai mit Amerikahöft; 1929 Bau des Fruchtschuppens 29 (Bananenschuppen); das Becken wurde 1976 bis auf einen kleinen Rest zugeschüttet, um Platz für den Container- und RoRo-Umschlag am O’Swaldkai des Hansahafens zu schaffen |  |
| Hansahafen                            | 1893                        | Kleiner Grasbrook                            | Hafenbecken  | Hafenbecken, westlich: Bremer Kai mit Hansahöft und den 50er Schuppen, seit 2006 Hafenmuseum, westlich Bremer Kai, südlich Lübecker Kai, nordöstlich O’Swaldkai, seit Mitte der 1960er Jahre auf der nördlichen Seite RoRo-Umschlag und Fruchtschuppen |  |
| Indiahafen                            | 1893–1999                   | Kleiner Grasbrook (Windhukkai)               | zugeschüttet | Hafenbecken für Freiladeverkehr (direkter Umschlag zwischen Seeschiff und Bahnwaggon), mit Australiakai, Afrikakai und Afrikahöft; 1999 zugeschüttet; seit 2004 Hauptzollamt an der Australiastraße |  |
| Moldauhafen (Äußerer Oberländerhafen) | 1894                        | Kleiner Grasbrook                            | Hafenbecken  | Flusshafen, ohne Kaimauern, mit nordöstlichem Prager Ufer und Veddelhöft, südwestlichem Melniker Ufer und südöstlichem Dresdner Ufer, ab 1929 nach dem Versailler Vertrag für 99 Jahre an Tschechien verpachtet, in den 1960er Jahren für den Bau des Überseezentrums teilweise zugeschüttet |  |
| Saalehafen (Innerer Oberländerhafen)  | 1888                        | Kleiner Grasbrook                            | Flusshafen   | Flusshafen, ohne Kaimauern, östlich Hallesches Ufer, westlich Dessauer Ufer, mit Lagerhaus G, in dem während des Zweiten Weltkriegs ein Außenlager des KZ Neuengamme eingerichtet war, um Zwangsarbeiter zur Arbeit im Hafen unterzubringen |  |
| Spreehafen                            | 1890                        | Kleiner Grasbrook / Wilhelmsburg             | Flusshafen   | Flusshafen, ohne Kaimauern, nördlich Niedernfelder Ufer, südöstlich Berliner Ufer, südwestlich Potsdamer Ufer, im westlichen Bereich Spandauer Ufer; hintere Wasserwegverbindung zwischen den Kleine-Grasbrook-Häfen, den Veddel-Häfen und über den Klütjenfelder Hafen zum Reiherstieg |  |
| Müggenburger Zollhafen                | etwa 1900                   | Veddel                                       | ehemalig     | Binnenhafen, Verbindung über den Peutekanal zur Norderelbe; seit 2007 besteht hier ein Anleger für Barkassen zum Museum der Auswanderhallen BallinStadt. Ab 2009 liegt hier im Zuge der Internationalen Bauausstellung Hamburg das IBA Dock, ein schwimmendes Ausstellungs- und Bürogebäude. |  |
| Peutehafen                            | etwa 1920                   | Veddel                                       | Hafenbecken  | liegt zur Hälfte brach, der vordere/westliche Teil wird von Kleinwerften genutzt |  |
| Klütjenfelder Hafen                   | etwa 1890                   | Kleiner Grasbrook (Reiherstieg)              | Flusshafen   | Durchfahrt vom Spreehafen zum Reiherstieg |  |
| Steinwerderhafen                      | etwa 1930                   | Kleiner Grasbrook (Veddeler Damm)            | Hafenbecken  | Hafenbecken, mit Max-Brauer-Kai auf der Ostseite und Fähranleger Arningstraße an der nördlichen Westseite; zuvor Grenzcanal, südlicher Teil wird 2014–2016 zugeschüttet |  |
| Werfthafen                            | etwa 1900                   | Steinwerder (Kuhwerder)                      | Hafenbecken  | Ausrüstungshafen von Blohm + Voss, Liegeplatz von Schwimmdock 16 |  |
| Kuhwerderhafen                        | 1902                        | Steinwerder (Kuhwerder)                      | Hafenbecken  | Hafenbecken, nördlicher Teil der Gesamtanlage mit Kaiser-Wilhelm-Hafen, Ellerholzhafen, Travehafen, Oderhafen und Rosshafen, mit Vorhafen zur Norderelbe hin; Betriebsgelände von Blohm + Voss, nördlich Steinwerder-Kai, südlich Grevenhof-Kai; im hinteren Hafenbecken Durchfahrt zum Reiherstieg durch die Grevenhofschleuse (gesperrt); das Kaiser-Wilhelm-Höft an der Spitze des Grevenhof-Kais wurde 1998 für den Bedarf eines größeren Wendekreises für Containerschiffe (CTT) zurückgesetzt         |  |
| Kaiser-Wilhelm-Hafen                  | 1899                        | Steinwerder (Kuhwerder)                      | Hafenbecken  | Hafenbecken, nördlich Auguste-Victoria-Kai, südlich Kronprinzkai, Gesamtanlage mit Kuhwerderhafen, Ellerholzhafen, Travehafen, Oderhafen und Rosshafen, mit Vorhafen zur Norderelbe hin; ehemaliges Betriebsgelände der HAPAG; 1970 Umbau zum Unikai-Terminal, 2014 Ausbau zum Liegeplatz für Kreuzfahrtschiffe am Hamburg Cruise Center Steinwerder |  |
| Ellerholzhafen                        | 1901                        | Steinwerder (Kuhwerder/Ross)                 | Flusshafen   | Durchfahrthafen mit Mönckebergkai und Kohlenkai auf der nördlichen Seite, Gesamtanlage mit Kuhwerderhafen, Kaiser-Wilhelm-Hafen, Travehafen, Oderhafen und Rosshafen, mit Vorhafen zur Norderelbe hin; ehemaliges Betriebsgelände der HAPAG, Durchfahrt zum Reiherstieg durch die Ellerholzschleusen |  |
| Travehafen                            | 1910                        | Steinwerder (Ross)                           | Flusshafen   | Becken für Flussschiffe, zuvor als Bauhafen angelegt, Durchfahrt zum Reiherstieg durch die Ellerholzschleusen; Verfüllung geplant |  |
| Oderhafen                             | etwa 1900                   | Steinwerder (Ross)                           | Hafenbecken  | zunächst als Flussschiffhafen angelegt, westlich Breslauer Ufer, östlich Stettiner Ufer, jetzt Chilekai und Sthamerkai; 1910 Umbau zum Seeschiffbecken, Durchfahrt zum Reiherstieg durch die Ellerholzschleusen |  |
| Rosshafen                             | 1907                        | Steinwerder (Ross)                           | Hafenbecken  | zunächst als Flussschiffhafen angelegt für die Bedarfe der Vulkanwerft, 1910 Umbau zum Seeschiffbecken, westlich Vulkankai (jetzt Hachmannkai), östlich Rosskai; mit der Anlage des Rosskanals im hinteren/südlichen Hafenbeckenbereich wurde eine Verbindung vom Köhlbrand bis zur Veddel jenseits der Elbe geschaffen, in den 2010er Jahren wieder geschlossen |  |
| Rodewischhafen                        | 1910–2007                   | Steinwerder / Neuhof                         | zugeschüttet | Anlegehafen für Fahrzeuge der Strom- und Hafenbau Gesellschaft, beim Bau der Köhlbrandbrücke 1973 teilweise zugeschüttet, anschließend Ablagerungsfläche für Hafenschlick, 2007 trockengelegt und aufgefüllt |  |
| Vulkanhafen                           | 1910–2002                   | Steinwerder / Ross                           | zugeschüttet | bis 1910: Kohlenschiffhafen, nach Eröffnung der Vulkanwerft als deren Ausrüstungshafen umbenannt, 2002 zur Schaffung von Stellflächen für das Container Terminal Tollerort (CTT) zugeschüttet |  |
| Tollerort                             | 1977                        | Steinwerder / Tollerort                      | Terminal     | Containerterminal (CTT) am Europakai; seit 1996 Eigentum der HHLA (zweites Hamburger CT) |  |
| Kohlenschiffhafen                     | 1910                        | Steinwerder (Köhlbrand)                      | zugeschüttet | Entstanden aus dem alten Verlauf des Köhlbrands nach dessen Westverlegung. Östliche Seite Westphalufer. 2002 zur Schaffung von Stellflächen für das Container Terminal Tollerort (CTT) teilweise zugeschüttet, Rest 2015 zugeschüttet bzw. 2016 für neuen Wendekreis in Norderelbe genutzt (Verlegung des Toller Orts nach Süden) |  |
| Parkhafen (Vorhafen)                  | etwa 1920                   | Waltershof                                   | Terminal     | Durchfahrtshafen zu den Walterhofer Hafenbecken mit östlich gelegenem Burchardkai (1927), 1968 erster Container-Verladekai in Hamburg: CTB im Eigentum der HHLA, seit etwa 1990 als Gesamtkomplex mit dem zur Elbe gelegenen Athabaskakai und dem Anfang der 1970er Jahre zugeschütteten Maakenwerder Hafens |  |
| Waltershofer Hafen                    | etwa 1920                   | Waltershof                                   | Terminal     | Hafenbecken, Nordseite Burchardkai: Containerterminal Burchardkai (CTB) der HHLA, Südseite Predöhlkai: Containerterminal Hamburg (CTH) der Eurogate seit 1999; im hinteren Bereich unter den Walterhofer Brücken Durchfahrt zum Rugenberger Hafen und über die Rugenberger Schleuse Verbindung zum Köhlbrand |  |
| Mühlenwerder Hafen                    | 1910                        | Waltershof                                   | -            | geplantes, nicht realisiertes Hafenbecken; heute Stapelfläche für das Containerterminal Burchhardkai |  |
| Maakenwerder Hafen                    | 1925–1970                   | Waltershof                                   | zugeschüttet | Hafenbecken, 1970–1975 trockengelegt, zum Bau der Tunnelelemente des neuen Elbtunnels benutzt, teilweise zur Nutzung als Einfahrt zum Neuen Elbtunnel; mit dem Athabaskakai zum Gelände des Container-Terminals Burchardkai (CTB) erweitert |  |
| Griesenwerder-Hafen                   | 1926–2003                   | Waltershof                                   | zugeschüttet | im östlichen Teil vor 1972 Durchfahrt zum Rugenberger Hafen und damit Verbindung zum Köhlbrand; 2003 zugeschüttet für die Nutzung als Stapelfläche des Eurogate-Terminals (CTH) |  |
| Rugenberger Hafen                     | etwa 1920                   | Waltershof                                   | Flusshafen   | Flusshafen, mit Verbindung zum Waltershofer Hafen und über die Rugenberger Schleuse zum Köhlbrand |  |
| Petroleumhafen (II)                   | etwa 1910                   | Waltershof (Dradenau)                        | Hafenbecken  | Hafenbecken, vom Kleinen Grasbrook hierher verlegt; soll für die Westerweiterung des Eurogate-Container-Terminals CTH zugeschüttet werden, die Planungen bestehen seit 2005, 2022 wurden Klagen gegen das Vorhaben letztinstanzlich abgewiesen, doch ist das weitere Vorgehen unklar |  |
| Jachthafen                            | 1925–1961                   | Waltershof (Dradenau)                        | ehemalig     | Anlegehafen mit Öffnung zur Elbe; 1961 zum Fluss hin abgedeicht und für den Umbau zum Köhlfleethafen genutzt |  |
| Köhlfleet                             |                             | Waltershof / Finkenwerder                    |              | Bis auf das nördliche Ende zugeschüttet, dort am Brügger Ufer Mehrzweck-Terminal Dradenau von Rhenus Logistics, ehemals Terminal für Forst- und Zellstoffprodukte; Lotsenhaus Seemannshöft an der Mündung in den Elbe-Hauptstrom |  |
| Köhlfleethafen                        | 1961                        | Waltershof                                   | Hafenbecken  | Löschbrücke zum Entladen von Öltankern und Anlegehafen der Lotsenschiffe mit Öffnung zum Köhlfleet |  |
| Finkenwerder Kutterhafen              |                             | Finkenwerder                                 |              | ehemaliger Kutterhafen mit Liegeplätzen für historische Schiffe, Öffnung zum Köhlfleet |  |
| Finkenwerder Vorhafen                 | etwa 1970                   | Waltershof / Finkenwerder                    | Hafenbecken  | verlängert das Köhlfleet nach Süden zum Dradenauhafen, Liegeplätze für Binnenschiffe |  |
| Dradenauhafen                         | etwa 1970                   | Waltershof (Dradenau)                        | Hafenbecken  | Hafenbecken am Ende des Finkenwerder Vorhafens, an Nordseite Amsterdamer Kai (Umschlag für ArcelorMittal); südöstlicher Teil zugeschüttet |  |
| Sandauhafen                           | etwa 1970                   | Waltershof / Altenwerder                     | Hafenbecken  | Hafenbecken am Köhlbrand (durch die Zuschüttung des Köhlfleets entstanden, wie auf der Dradenauseite der Dradenauhafen), Massenschüttgut-Umschlaganlage (Hansaport) mit Salzgitterkai (Westseite) und Peinekai (Ostseite) |  |
| Ballinkai                             | 2002                        | Altenwerder (Köhlbrand)                      | Terminal     | Containerterminal Altenwerder (CTA) der HHLA an Köhlbrand/Süderelbe, viertes Hamburger CT |  |
| Schluisgrovehafen                     | etwa 1900                   | Wilhelmsburg (Reiherstieg)                   | Hafenbecken  | am Ostufer des südlichen Reiherstiegs, mit Flüssiggut-Umschlaganlage |  |
| Rethehäfen                            | etwa 1930                   | Wilhelmsburg (Hohe Schaar / Kattwyk)         | Hafenbecken  | Tankschiffhäfen mit drei Hafenbecken: Neuhöfer Hafen, Kattwykhafen und Blumensandhafen; bei der Rethebrücke Verbindung zum Reiherstieg |  |
| Hohe Schaarhafen                      | 1929                        | Wilhelmsburg (Hohe Schaar)                   | Hafenbecken  | am Nordostufer der Süferelbe, südöstlich der Kattwykbrücke; Tankhafen, Kali- und Mineralölumschlag, Louis-Hagel-Terminal |  |
| Harburger Binnenhafen                 | etwa 1860                   | Harburg (Schlossinsel)                       | ehemalig     | ursprünglicher Dockhafen, zur Süderelbe abgeschleust; mit: Überwinterungshafen, Werfthafen, Holzhafen, Ziegelwiesenkai, Lotsekanal, Kaufhauskai, Westlicher und Östlicher Bahnhofskanal und Verkehrshafen |  |
| Seehafen 1                            | 1908                        | Harburg (Süderelbe)                          | Hafenbecken  | der im 19. Jahrhundert angelegte Harburger Dockhafen erwies sich für die immer größer werdenden Schiffe als unwirtschaftlich, daher Bau der neuen Hafenbecken 1 bis 4 |  |
| Seehafen 2                            | etwa 1910                   | Harburg (Süderelbe)                          | Hafenbecken  | |  |
| Seehafen 3                            | etwa 1912                   | Harburg (Süderelbe)                          | Hafenbecken  | |  |
| Seehafen 4                            | etwa 1930                   | Harburg (Süderelbe)                          | Hafenbecken  | Tankschiffhafen |  |
| Altonaer Hafen                        | etwa 1800                   | Altona (Große Elbstraße)                     | historisch   | Der historische Hafen erstreckte sich vom Fischmarkt bis Neumühlen, ab Ende des 19. Jahrhunderts wurde im östlichen Teil der Fischereihafen ausgebaut, der westliche zum Seehafen; 1991 wurde am Von-der-Smissen-Kai ein neues Terminal für die Englandfähre eingerichtet, die allerdings den Betrieb im Jahr 2002 einstellte, durch das Wachstum im Kreuzfahrtgeschäft wurde direkt östlich ein zweites Kreuzfahrtterminal für Hamburg eingerichtet (Edgar-Engelhard-Kai)                                  |  |
| Neumühlener Kai Museumshafen          | 1890                        | Altona (Neumühlen)                           | ehemalig     | Ende des 19. Jahrhunderts Hafenerweiterung zum Seehafen, seit 1976 Museumshafen Oevelgönne |  |
| Altonaer Holzhafen                    | 1724                        | Altona (Große Elbstraße)                     | ehemalig     | ursprünglich Anlegehafen für Kleinschiffe und später Dampfschiffe, mittlerweile nicht mehr genutzt; ältestes noch erhaltenes Hafenbecken in Hamburg |  |
| Fischereihafen                        | 1893                        | Altona (Große Elbstraße)                     | ehemalig     | Anlegehafen, einer der größten deutschen Fischereihäfen vor dem Ersten Weltkrieg, seit 1990 Bebauung mit Bürohäusern, unter anderem das spektakuläre Dockland |  |
| Kreuzfahrtterminal Altona             | 2011                        | Altona (Van-der-Smissen-Straße)              | Anleger      | östlicher Teil des Edgar-Engelhard-Kais, neben dem Anleger der ehemaligen Englandfähre; Einweihung am 5. Juni 2011 |  |

## Karte des Hamburger Hafens von 1910

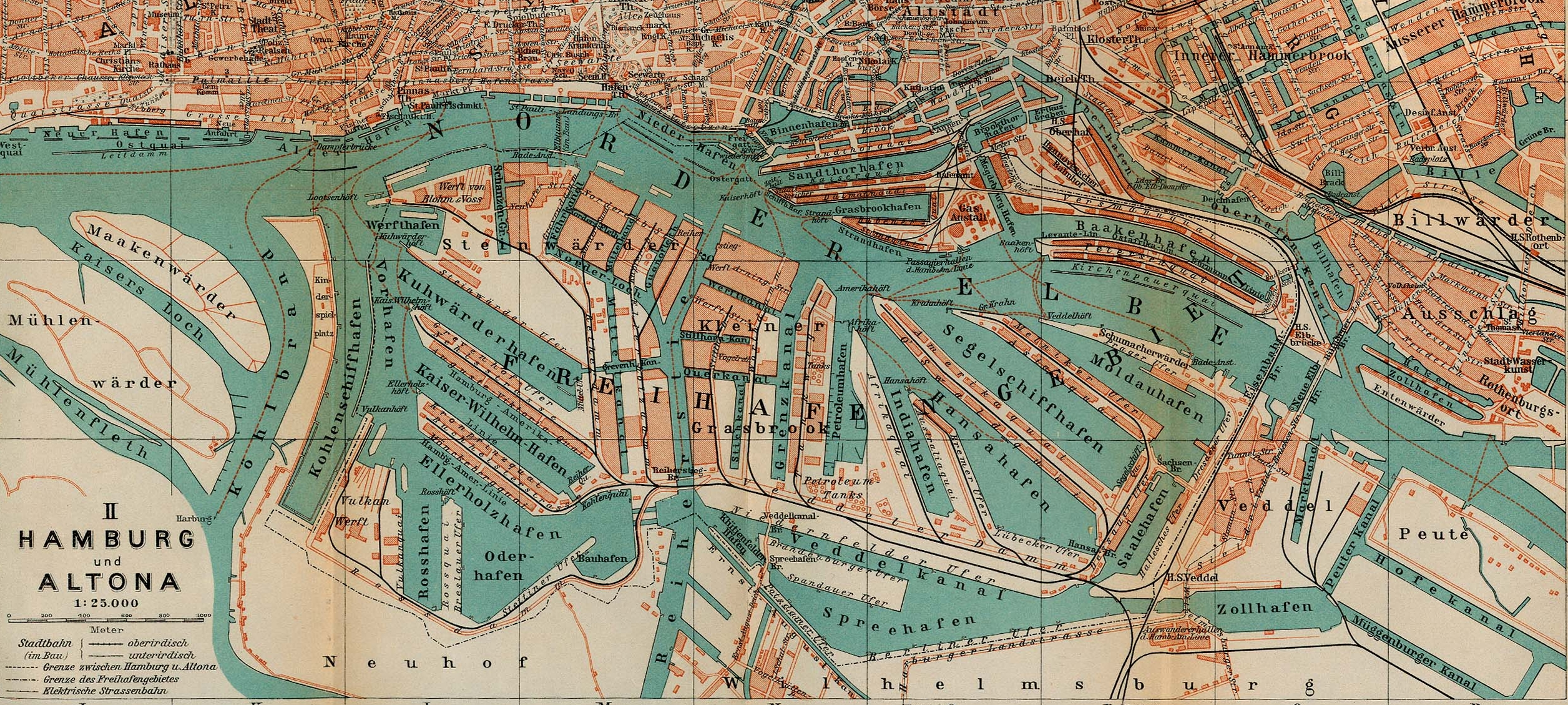
Karte des Hamburger Hafens von 1910